# Glenea vietnamana
Glenea vietnamana är en skalbaggsart som beskrevs av Stefan von Breuning 1972. Glenea vietnamana ingår i släktet Glenea och familjen långhorningar. Inga underarter finns listade i Catalogue of Life.